# Marin Le Roy de Gomberville
Marin Le Roy, Seigneur de Gomberville (* 1600 in Paris; † 14. Juni 1674) war französischer Romanschriftsteller.
Le Roy lebte meist auf seiner Besitzung in Gomberville bei Versailles und starb am 14. Juni 1674 als eins der ersten Mitglieder der Académie française.
Er verfasste lehrhafte und galante Poesien im Geschmack der Zeit, namentlich aber vier Romane (darunter Poléxandre, 1632–37), welche dem herrschenden heroisch-galanten Roman eine realere Grundlage gaben, als derselbe bisher hatte, und großen Beifall fanden.

## Werke
- Poléxandre. Faksimile der Ausgabe Paris 1641, Genève: Slatkine, 1978.
- La doctrine des moeurs. Hrsg. Bernard Teyssandier. Suivie par Le prince à l'école des images par Bernard Teyssandier. Paris: Klincksieck, 2010.